# Вольштин
Вольштин (пол. Wolsztyn, нім. Wollstein) — місто в західній Польщі, на річці Дойця.

## Промислові об'єкти
- Фабрика фірми Firestone — виробництво амортизаторів.

## Визначні місця

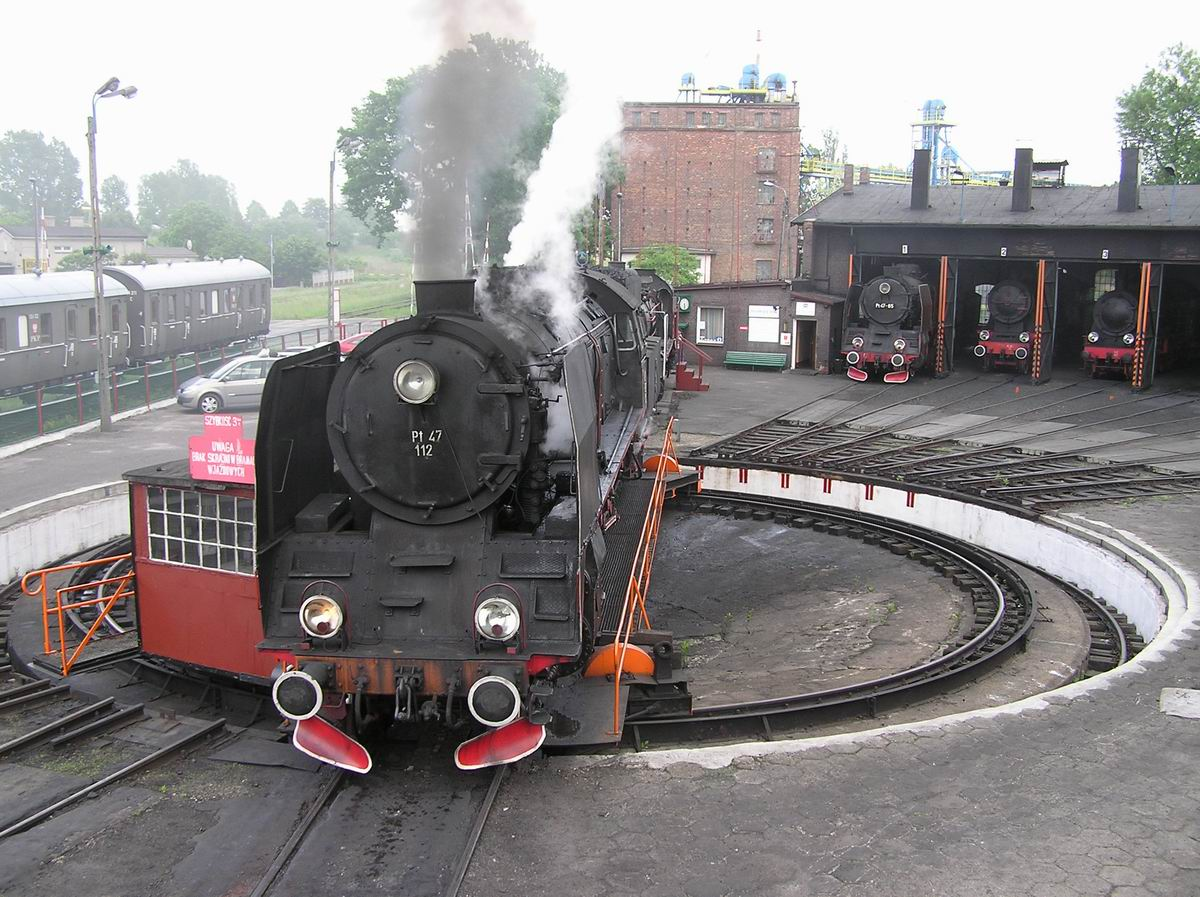
Паротяг Pt47

- «Острів конвалій» — дендрологічний заповідник
- «Чарівна Гелена» — польський паротяг 1936 року випуску
- Експозиція паротягів (бл. 30 ретропаротягів)
- Будинок-музей Роберта Коха
- Вольштинський етнографічний музей просто неба

## Визначні особи
- Роберт Кох

## Демографія
Демографічна структура станом на 31 березня 2011 року:
|          | Загалом | Допрацездатний вік | Працездатний вік | Постпрацездатний вік |
| -------- | ------- | ------------------ | ---------------- | -------------------- |
| Чоловіки | 6507    | 1260               | 4590             | 657                  |
| Жінки    | 7216    | 1238               | 4238             | 1740                 |
| Разом    | 13723   | 2498               | 8828             | 2397                 |

## Інтернет-ресурси
- // Конвалії Вольштина. Олена Чекан. Український тиждень [Архівовано 12 грудня 2011 у Wayback Machine.]

| Польща | Це незавершена стаття з географії Польщі. Ви можете допомогти проєкту, виправивши або дописавши її. |